# Віслав III
Віслав III (*1265/1268 — 8 листопада 1325) — князь Рюгену у 1302—1325 роках, відомий мінезінгер.

## Життєпис

### Молоді роки
Походив з династії Віславичів. Син Віслава II, князя Рюгену, та Агнеси Брауншвейг-Люнебурзької. Народився між 1265 та 1268 роками. Вперше згадується у 1283 році, де він підтвердив пожертвування свого батька для монастиря Нойєнкамп. Навчався у Штральзунді. 
У 1295 році разом з батьком й братом Самбором втрутився у справи герцогства Померанія, намагаючись отримати частину території після Мстівоя II.

### Князювання
У 1302 році після смерті батька успадкував князівство Рюген, розділивши владу з братом Самбором. Невдовзі зумів фактично відсторонити брата від влади, який зрештою загинув 1304 року десь у Померанії.
У 1310 році, коли ще не мав сина-спадкоємця уклав договір з Еріком VI, королем Данії, що в результаті смерті Віслава III князівство Рюген переходило до Данії. Водночас вступив у союз останнім проти Ганзи та Бранденбургу.
У 1316-1317 роках надав підтримку королю Данії, який намагався захопити Штральзунду. У 1317 році замирився зі Штральзундом, надавши тому додаткові привілеї. У 1319 році надав право місту карбувати власну монету.
У травні 1325 році раптово помер його син Яромар. Це так вразило князя Рюгену, що він помер після цього в листопаді від розриву серця. Владу успадкував його небіж Варислав IV, герцог Померанія-Вольгост. У результаті ці події призвели до декількох воєн за Рюгенську спадщину.

## Творчість
У його доробку є 14 куртуазних та духовних пісень, альба та 13 шпрухів (віршів повчального характеру). 

## Родина
1. Дружина — Маргарет, донька Ніколаса I, графа Шверіна
дітей не було
2. Дружина — Агнес фон Ліндоу-Руппін
Діти:
- Євфімія
- Агнес (д/н-бл. 1337), дружина графа Альбрехта II Анґальт-Кетен
- Яромар (д/н-25.05.1325)